# Autoline
Autoline – internetowy serwis ogłoszeniowy dotyczący sprzedaży pojazdów ciężarowych, komercyjnych oraz części zamiennych. Portal był utworzony na Ukrainie i obsługuje 80 krajów. Serwis jest przetłumaczony na 37 języków i działa na terenach: Afryki, Europy, Azji, Południowej i Północnej Ameryki, Australii i Oceanii. Autoline jest własnością międzynarodowej grupy Linemedia.

## Informacje ogólne
Portal pracuje na zasadach market-place. Czyli sprzedawcy płacą za wystawienie ogłoszeń. Autoline kieruje ofertę przeważnie do dealerów pojazdów, pośredników oraz firm usługowych.
Serwis oferuje platformę do kupna/sprzedaży pojazdów oraz sprzętu osobom prywatnym jako również w kanale B2B. Użytkownicy autoline.com.pl mogą zamieścić ogłoszenie po uprzedniej rejestracji drogą mailową. Aby utworzyć ogłoszenie należy dodać opis, charakterystykę, zdjęcia, a także podać cenę i dane kontaktowe. 
Portal daje możliwość przeglądania zamieszczonych ogłoszeń, jako również dodawanie własnych. Serwis również pozwala dołączać do ogłoszeń zdjęcia z poziomu przeglądarki oraz aplikacji mobilnej. 
Przy wystawianiu ogłoszenia jest możliwość wypromowania ogłoszenia.
Klient może skontaktować się ze sprzedającym poprzez wysyłanie wiadomości albo wybierając numer telefonu. 
Dla możliwości porównania ogłoszeń użytkownik ma możliwość odznaczenia do „obserwacji” wybranych ogłoszeń. 

## Autoline w Polsce
Polski oddział został założony w 2013 roku przez Juriia Kachuro i Oleha Kachuro, jako jedna z nielicznych specjalizowanych platform dla sprzedaży pojazdów ciężarowych. Oprócz Polskiego biura, firma również posiada przedstawicielstwa w Słowacji, Kazachstanie, Turcji, Hiszpanii, Niemczech oraz na Litwie. Było to jedno z pierwszych lokalnych biur grupy Linemedia na świecie. Główna siedziba polskiego oddziału znajduje się w Nowym Sączu pod adresem ul. Józefa Ignacego Kraszewskiego 6, 33-300. 
Na polskim rynku spółka jest właścicielem serwisów: Autoline (ogłoszenia pojazdów ciężarowych), Machineryline (ogłoszenia sprzętu budowlanego i przemysłowego), Agriline (ogłoszenia techniki rolniczej) oraz Forkliftonline (ogłoszenia wózków widłowych).
W Polsce Grupa zatrudnia blisko 15 pracowników którzy pracują nad lokalizacją projektu.